# Nigeria Premier League 2024-2025
La Premier Football League League 2024-2025 è stata la cinquantaquattresima edizione della massima divisione del campionato nigeriano di calcio, la trentacinquesima dal passaggio al professionismo e la seconda sotto la nuova denominazione. Il campionato è iniziato il 31 agosto 2024 ed è terminato il 25 maggio 2025. L'Enugu Rangers era la squadra campione in carica.
La competizione è stata vinta dal Remo Stars, al suo primo titolo nazionale.

## Stagione

### Novità
Al termine della scorsa stagione sono state retrocesse Sporting Lagos, Doma Utd e Gombe Utd. Inizialmente avrebbe dovuto retrocedere anche l'Heartland, ma è stato ripescato in seguito alla mancata promozione del Beyond Limits.
Al loro posto, dalla National League sono stati promossi Nasarawa United, El-Kanemi Warriors e Ikorodu United. Inizialmente avrebbe dovuto essere promosso anche il Beyond Limits, ma la federazione ne ha annullato la promozione, poiché il suo proprietario è lo stesso del Remo Stars.

### Formula
Le 20 squadre partecipanti giocano un girone all'italiana con partite di andata e ritorno, per un totale di 36 giornate. Al termine della stagione, la prima classificata è campione della Nigeria e si qualifica per la CAF Champions League 2025-2026 insieme con la seconda, mentre la terza si qualifica per la Coppa della Confederazione CAF 2025-2026. Le ultime quattro classificate sono invece retrocesse in National League.

## Squadre partecipanti
| Squadra            | Città         | Stagione precedente           |
| ------------------ | ------------- | ----------------------------- |
| Abia Warriors      | Umuahia       | 12° in Nigeria Premier League |
| Akwa Utd           | Uyo           | 16° in Nigeria Premier League |
| Bayelsa United     | Yenagoa       | 15° in Nigeria Premier League |
| Bendel Insurance   | Benin City    | 9° in Nigeria Premier League  |
| El-Kanemi Warriors | Maiduguri     | National League               |
| Enugu Rangers      | Enugu         | Campione di Nigeria           |
| Enyimba            | Aba           | 3° in Nigeria Premier League  |
| Heartland          | Owerri        | 19° in Nigeria Premier League |
| Ikorodu United     | Lagos         | National League               |
| Kwara Utd          | Ilorin        | 13° in Nigeria Premier League |
| Kano Pillars       | Kano          | 11° in Nigeria Premier League |
| Katsina Utd        | Katsina       | 7° in Nigeria Premier League  |
| Lobi Stars         | Makurdi       | 6° in Nigeria Premier League  |
| Nasarawa United    | Lafia         | National League               |
| Niger Tornadoes    | Minna         | 14° in Nigeria Premier League |
| Plateau Utd        | Jos           | 5° in Nigeria Premier League  |
| Remo Stars         | Ikenne        | 2° in Nigeria Premier League  |
| Rivers Utd         | Port Harcourt | 8° in Nigeria Premier League  |
| Shooting Stars     | Ibadan        | 4° in Nigeria Premier League  |
| Sunshine Stars     | Akure         | 10° in Nigeria Premier League |

## Classifica
|                    | Pos. | Squadra            | Pt | G  | V  | N  | P  | GF | GS | DR  |
| ------------------ | ---- | ------------------ | -- | -- | -- | -- | -- | -- | -- | --- |
| Nigeria (bandiera) | 1.   | Remo Stars         | 71 | 38 | 22 | 5  | 11 | 49 | 31 | +18 |
|                    | 2.   | Rivers Utd         | 64 | 38 | 18 | 10 | 10 | 35 | 29 | +6  |
|                    | 3.   | Abia Warriors      | 60 | 38 | 18 | 6  | 14 | 43 | 40 | +3  |
|                    | 4.   | Ikorodu United     | 59 | 38 | 17 | 8  | 13 | 60 | 45 | +15 |
|                    | 5.   | Bendel Insurance   | 56 | 38 | 15 | 11 | 12 | 39 | 33 | +6  |
|                    | 6.   | Enyimba            | 55 | 38 | 14 | 13 | 11 | 38 | 35 | +3  |
|                    | 7.   | Plateau Utd        | 54 | 38 | 16 | 9  | 13 | 40 | 38 | +2  |
|                    | 8.   | Shooting Stars     | 54 | 38 | 15 | 9  | 14 | 39 | 38 | +1  |
|                    | 9.   | Kano Pillars       | 53 | 38 | 15 | 8  | 15 | 44 | 45 | -1  |
|                    | 10.  | Enugu Rangers      | 52 | 38 | 14 | 10 | 14 | 42 | 34 | +8  |
|                    | 11.  | Bayelsa United     | 52 | 38 | 13 | 13 | 12 | 39 | 36 | +3  |
|                    | 12.  | Nasarawa United    | 52 | 38 | 14 | 10 | 14 | 40 | 41 | -1  |
|                    | 13.  | Niger Tornadoes    | 51 | 38 | 14 | 9  | 15 | 40 | 46 | -6  |
|                    | 14.  | Kwara Utd          | 50 | 38 | 14 | 8  | 16 | 38 | 36 | +2  |
|                    | 15.  | Katsina Utd        | 50 | 38 | 14 | 8  | 16 | 30 | 36 | -6  |
|                    | 16.  | El-Kanemi Warriors | 49 | 38 | 12 | 13 | 13 | 34 | 41 | -7  |
|                    | 17.  | Heartland          | 48 | 38 | 12 | 12 | 14 | 33 | 34 | -1  |
|                    | 18.  | Akwa Utd           | 44 | 38 | 12 | 8  | 18 | 35 | 39 | -4  |
|                    | 19.  | Sunshine Stars     | 41 | 38 | 11 | 8  | 19 | 34 | 51 | -17 |
|                    | 20.  | Lobi Stars         | 28 | 38 | 6  | 10 | 22 | 29 | 56 | -57 |

Legenda
      Campione della Nigeria e ammessa alla CAF Champions League 2025-2026.
      Qualificata per la CAF Champions League 2025-2026
      Ammessa alla Coppa della Confederazione CAF 2025-2026.
      Retrocessa in National League 2025-2026.
Note:
Tre punti a vittoria, uno a pareggio, zero a sconfitta.